# 高椅神社
高椅神社（たかはしじんじゃ）は、栃木県小山市にある神社である。式内社で、旧社格は県社。
「料理の祖神」磐鹿六雁命を主祭神とする最も古い神社であり、国常立尊・天鏡尊・天萬尊・木花咲耶姫神・経津主神・高龗神・火産霊神・豊受比売神を配祀する。
岐阜県に４つの分社があり調理関係者から信仰されている。
- 飛騨高椅神社（下呂温泉合掌村）
- 恵北高椅神社（中津川市夜明けの森）
- 金高椅神社（岐阜市金神社境内）
- 飛騨高山高椅神社（高山市日枝神社境内）

## 歴史
社伝によると、景行天皇41年（西暦111年）、日本武尊が東征の際に当地で国常立尊・天鏡尊・天萬尊を勧請し、戦勝を祈願したのが起源である。景行天皇が、日本武尊の東征の戦跡を巡視された際、膳臣であった磐鹿六雁命は老齢のため帝の許しを得てこの地に留まった。天武天皇12年（西暦684年）、当地を支配した磐鹿六雁命の末裔高橋氏が高橋朝臣の姓を授けられ、その年、当社に祖神・磐鹿六雁命を合祀して高椅神社と称した。
長元2年（1029年）、境内に井戸を掘ったところ大きな鯉が出たので、これを都に報告したところ、時の後一条天皇は誠に霊異なことであるとして「日本一社禁鯉宮」の勅額を授けた。以来、当社氏子は鯉を食べず、鯉の絵が描かれた器は使わず、5月にこいのぼりも立てない。このことから当社には鯉の明神の別名がある。
中世には下総国結城氏の保護下に置かれ、歴代当主によって保護されていた。結城政朝、結城政直、結城政勝、結城晴朝、結城秀康の各城主の寄進状、祈願文、修行留等20通余が現存する。殊に秀康が越前福井へ国替になった後も代々例度の代参を欠かすことがなく、明治維新まで続けられた。

## 文化財

### 栃木県指定有形文化財
- 楼門 - 結城城主水野氏の寄進により、宝暦4年より明和7年(1770年)までの16年の歳月を要して完成したもの。2017年から2018年にかけて修復工事が行われた。

### 小山市指定無形文化財
- 太々神楽 - 秋季例大祭で奉納される。

## 茅の輪くぐり
高椅神社の茅の輪くぐりは円形ではなく1辺約2メートルの四角形という珍しい形。四角形の理由は不明。一方向にだけ葉が出るカタハノヨシを芯にしてマコモで覆いチガヤの縄で束ねて作る。